# Rocade d'Ibiza E-20
Pour les articles homonymes, voir E-20.
La Rocade d'Ibiza E-20 est une voie rapide urbaine qui entoure Ibiza par le nord en desservant les différents zones de la ville.
D'une longueur de 4 km, elle relie la C-733 à l'est et la PM-803 à l'ouest.
Elle est composée de 3 échangeurs qui desserve le centre ville et les zones d'activités.

## Tracé
- Elle se déconnecte de la C-733 à l'est de la ville et se termine au croisement avec la PM-803 et la PM-801.

## Sorties
| Numéro de la sortie | Nom de la sortie                                        | Bifurcation |
| ------------------- | ------------------------------------------------------- | ----------- |
|                     | San Joan de Labritja                                    | C-733       |
| 01                  | Ibiza Est - Ibiza-Avenida de San Juan de Lebrija        | C-733       |
| 02                  | Can Bofill                                              |             |
| 03                  | Ibiza Centre - Ibiza-Avenida de Sant Antony de Portmary |             |
| 04                  | Ibiza Nord - Ibiza-Calle de la Corona                   |             |
| 05                  | Ibiza-Calle Jondal                                      |             |
| 06                  | Ibiza Ouest - Ibiza-Avenida de San José de Sa Talaia    | PM-801      |
|                     | Aéroport d'Ibiza                                        | PM-801      |